# Hasti Radpour
Hasti Radpour, född 22 augusti 1981 i Teheran, är en iransk konstnär, verksam i Sverige. Hennes konst är inspirerad av persisk kultur och natur.

## Biografi
Hasti Radpour växte upp i Sari i Iran vid kusten av Kaspiska havet. Hon studerade vid Konstakademin i Teheran i sju år, där hon avlade en mastersexamen i fri konst. År 2007 flyttade hon till Sverige där hon är bosatt i Linköping. Hon avlagt slöjd- och designexamen vid Linköpings universitet. Förutom sitt konstnärliga skapande arbetar hon också som bildlärare på Liljeholmens folkhögskola i Rimforsa.

## Utställningar och offentliga verk
Radpour har haft utställningar i Sverige och Tyskland. Hon har haft egna utställningar på Galleri Kronan i Norrköping, med den engelska titeln Tradition Superstition False religion (Tradition, Vidskepelse, Falsk religion), och på Östergötlands museum i Linköping, med titeln M v h Tvättställningen. Hon har ocskå ställt ut på Konstforum i Norrköping och på biblioteket i Kisa.
Radpour har gjort ett antal offentliga gestaltningar. Ett exempel är väggmålningen Samexistens i Vallastaden, Linköping.  I Kisa finns hennes målningar på en bostad med särskild service.

## Priser och stipendier
Radpour tilldelades Rolf Wirténs kulturpris 2019 där juryns motivering löd Hasti Radpour har ett unikt figurativt formspråk där djur, människor och vardagsföremål blandas och integreras i en persisk och svensk konsttradition. 
Hon har även erhållit Linköpings kommuns kulturstipendium och Lyra priset.